# Bendigo
Bendigo est une ville du centre de l'État du Victoria, en Australie, à 150 km de Melbourne, à laquelle elle est reliée par la Calder Freeway. Pour ce qui est de la démographie, avec 103 034 habitants, c'est la quatrième ville de l'État après Melbourne, Geelong et Ballarat.
Appelée à l'origine Sandhurst, la ville connut une très vive croissance à l'époque de la ruée vers l'or dans le Victoria et est devenue une importante ville de province et un petit centre financier devenant le siège de la seule banque de détail d'une ville de province la Bendigo Bank et du Bendigo Stock Exchange (SAX).
La ville de Bendigo est célèbre pour son héritage architectural de l'ère victorienne.

## Histoire
En 1851, Mmes Margaret Kennedy et Farrell, femmes de deux bergers de la région, découvrirent de l'or dans le ruisseau local. Le bruit de cette découverte se répandit très rapidement et la ville de Sandhurst peu après. L'organisation de la ville commença en 1854 et en 1857 ; la ville fut reliée par télégraphe à Melbourne. La commande de l'Hôtel de Ville fut passée en 1854 et la construction de la voie de chemin de fer reliant Sandhurst à Melbourne commença en 1862. Moins de dix ans plus tard, la ville devint « city ». Dans les années 1880, la ville était considérée comme la plus riche du monde en raison de ses mines d'or. En 1891, le nom de la ville fut changé en Bendigo en hommage au boxeur aux poings nus, William "Abednego" Thompson, dont on avait donné le nom au cours d'eau qui passait dans la ville.

## Monuments
Témoignant de cette prospérité, Bendigo possède de nombreux bâtiments magnifiques construits dans le style colonial de la fin du règne de Victoria, ce qui donne à la ville un aspect typiquement français. La plupart de ces bâtiments sont classés au patrimoine national australien (« the National Trust of Australia »). Les principaux bâtiments de cette époque sont l'Hôtel de ville (1883-85), le bureau de poste, le palais de justice (1892-96), l'hôtel Shamrock (1897), l'Institut de Technologie et le Mémorial militaire (1921), tous réalisés dans le style « Second Empire ».
En 1887, la Bendigo Art Gallery est fondée et demeure l'une des galeries d'art régionales les plus anciennes et les plus importantes d'Australie.
La Cathédrale du Sacré-Cœur de Bendigo, une vaste église en grès est la troisième plus grande cathédrale australienne et l'une des plus grandes de l'hémisphère sud. Le bâtiment principal fut construit entre 1896 et 1908 et la flèche entre 1954 et 1977.
Fortuna est un grand hôtel particulier datant de l'époque victorienne.
De nombreux autres exemples de l'architecture classique à Bendigo figurent parmi les plus beaux bâtiments commerciaux de l'époque victorienne, notamment l'immeuble de la Colonial Bank (1887) et le premier temple maçonnique (1873-74) qui abrite maintenant un musée.
La Bendigo's Joss House, un temple construit dans les années 1860 par les mineurs chinois est le seul bâtiment de cette époque qui serve encore de lieu de culte.
Les hangars des trams de Bendigo et l'ancienne centrale électrique (1903) abritent le musée des tramways de Bendigo.

## Climat
Bendigo possède un climat subtropical humide sur le bord d'un climat océanique (Köppen: Cfa/Cfb). Elle expérience des étés modéréement chauds et des hivers frais. Les temps maximales varient de 30,2 ºC en janvier à 12,7 ºC en juillet; tandis que les temps minimales rangent de 14,4 ºC en janvier à 2,7 ºC en juillet. La pluviométrie moyenne est assez basse: 520,8 mm et il y a 114.7 jours pluvieux par an. La ville expérience 109.9 jours clairs et 105.5 jours nuageux annuellement. La température la plus élevée enregistrée est de 45,9 ºC le 25 janvier 2019, tandis que la température la plus basse est de −5,5 ºC le 6 septembre 1998.
| Mois                                  | jan.      | fév.      | mars      | avril     | mai       | juin      | jui.      | août      | sep.      | oct.      | nov.      | déc.      | année           |
| ------------------------------------- | --------- | --------- | --------- | --------- | --------- | --------- | --------- | --------- | --------- | --------- | --------- | --------- | --------------- |
| Température minimale moyenne (°C)     | 14,4      | 14,3      | 11,9      | 8,1       | 5,3       | 3,6       | 2,7       | 3         | 4,6       | 6,9       | 9,9       | 12        | 8,1             |
| Température maximale moyenne (°C)     | 30,2      | 29,6      | 26,2      | 21,3      | 16,7      | 13,4      | 12,7      | 14,3      | 17,1      | 20,9      | 24,7      | 27,6      | 21,2            |
| Record de froid (°C) date du record   | 3,3 2004  | 4 1998    | 2,3 2008  | −1,3 2009 | −4,6 2002 | −5,3 1998 | −5,1 2002 | −5 2002   | −5,5 1998 | −3,5 2002 | −0,2 2002 | 1,9 1996  | −5,5 06/09/1998 |
| Record de chaleur (°C) date du record | 45,9 2019 | 45,4 2009 | 39,3 2016 | 34,3 2018 | 26,4 2021 | 20,7 2005 | 19,7 2002 | 24,2 2007 | 32,8 2017 | 35,5 2007 | 41,9 2019 | 44,8 2019 | 45,9 25/01/2009 |
| Précipitations (mm)                   | 39,5      | 27,6      | 31,3      | 36,5      | 46,4      | 51,8      | 52,2      | 51,4      | 51,6      | 47        | 46,2      | 39,4      | 520,8           |
| Nombre de jours avec précipitations   | 6,2       | 4,9       | 5,4       | 7         | 11,8      | 13,9      | 15,8      | 14        | 11,8      | 9,2       | 7,8       | 6,9       | 114,7           |
| Humidité relative (%)                 | 30        | 32        | 35        | 41        | 55        | 65        | 65        | 57        | 51        | 41        | 36        | 31        | 45              |

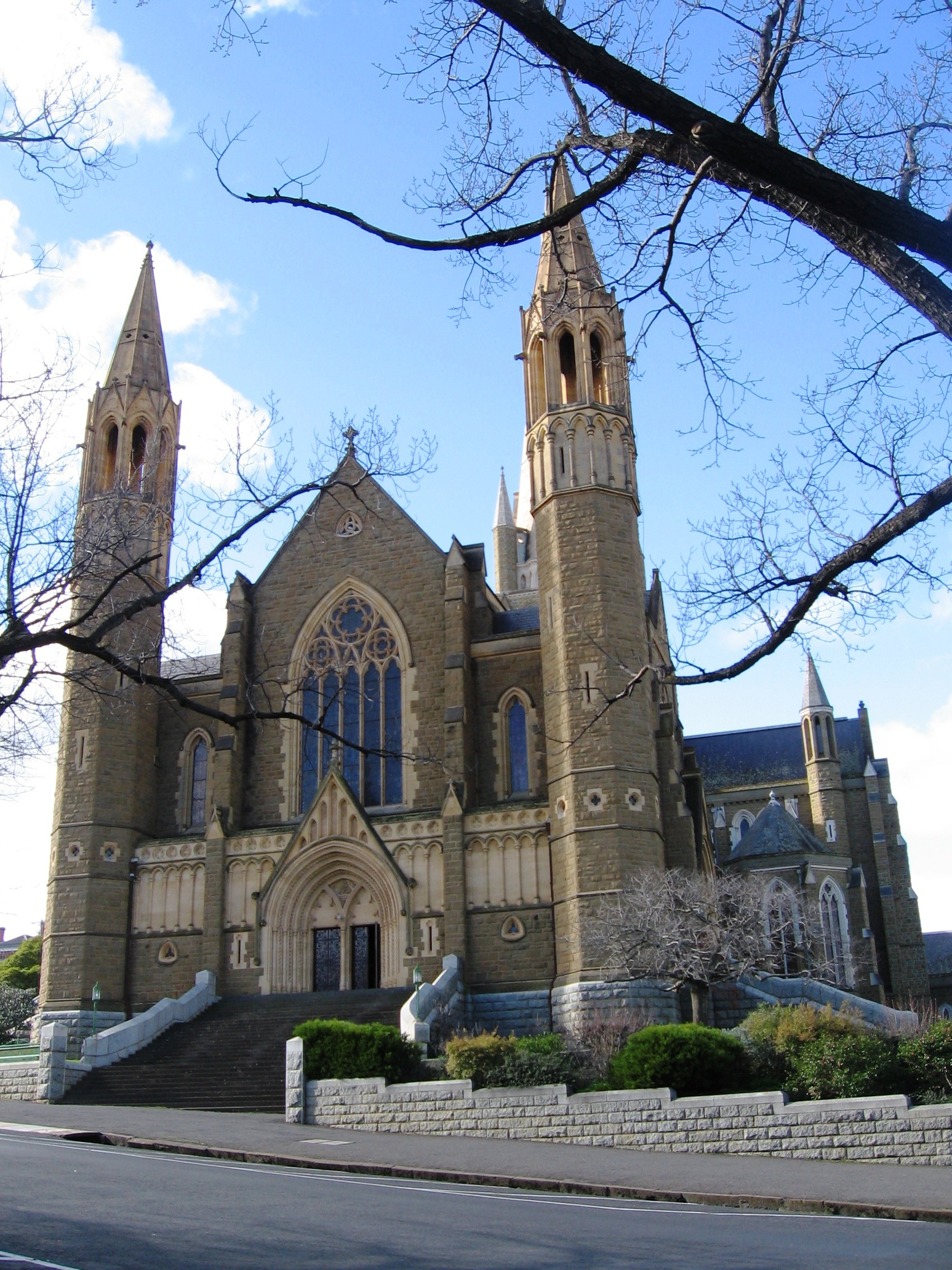
Cathédrale du Sacré-Cœur de Bendigo
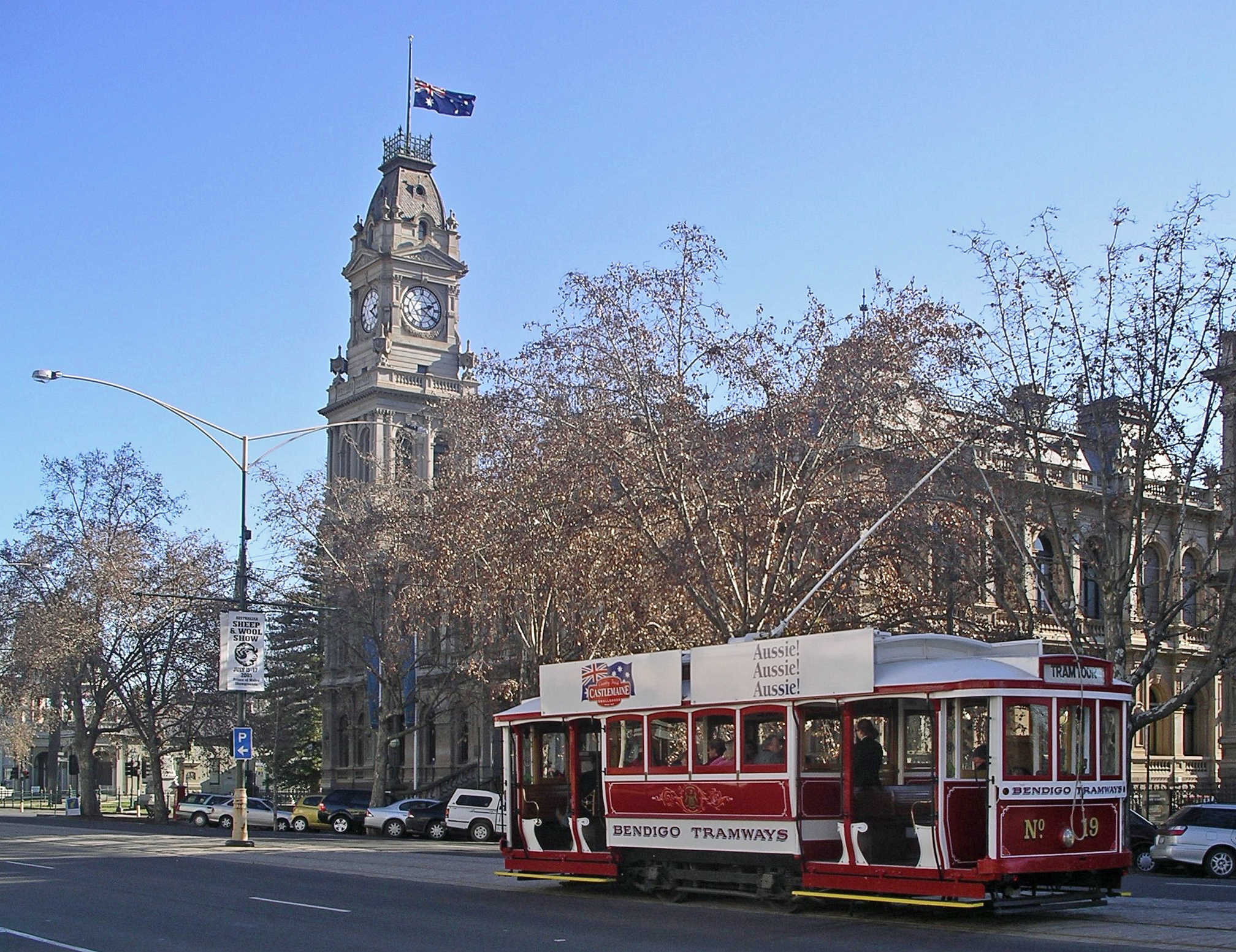
Un ancien tramway de la ville circulant pour les touristes
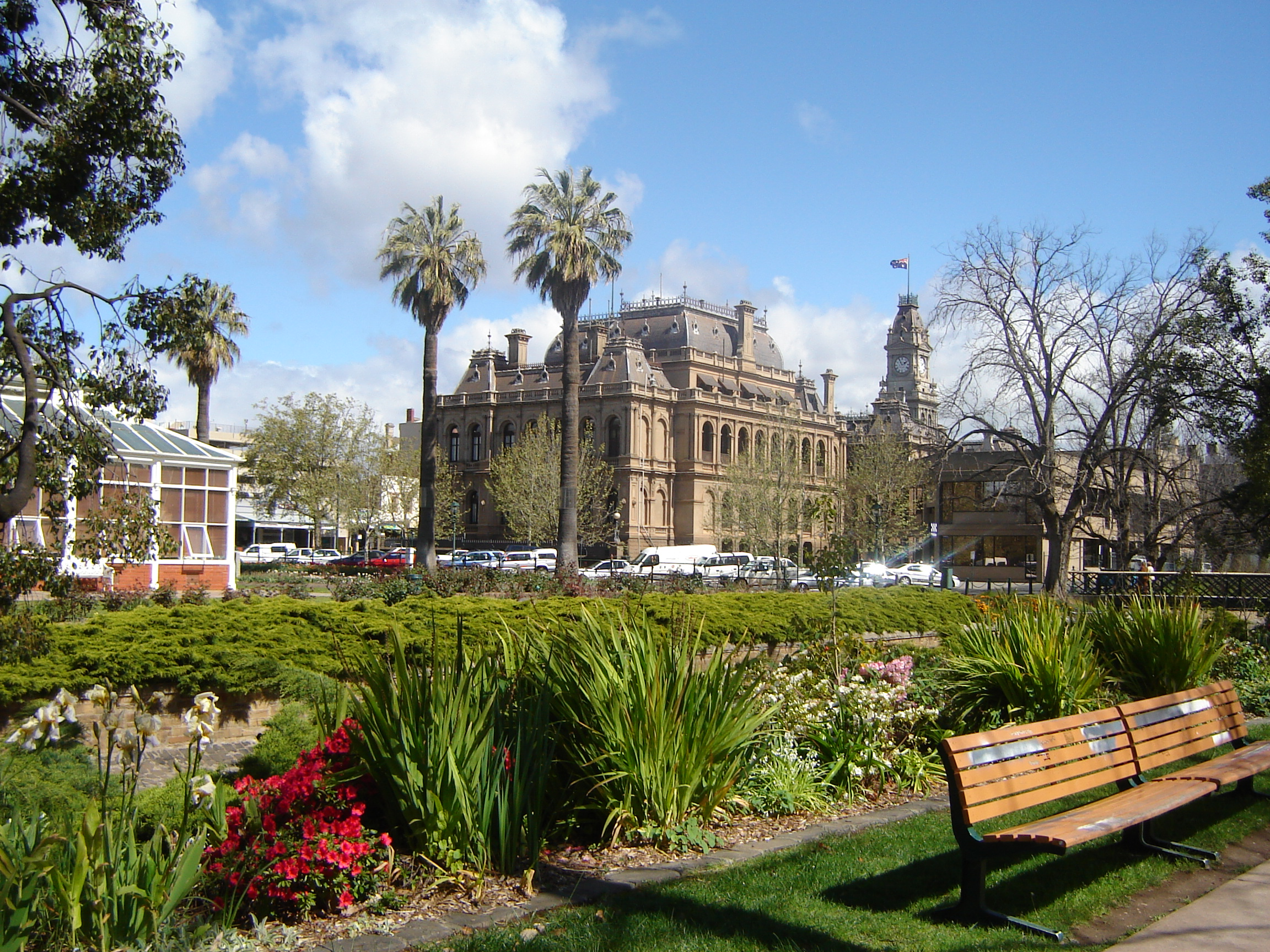
Le palais de justice vu du parc Rosalind
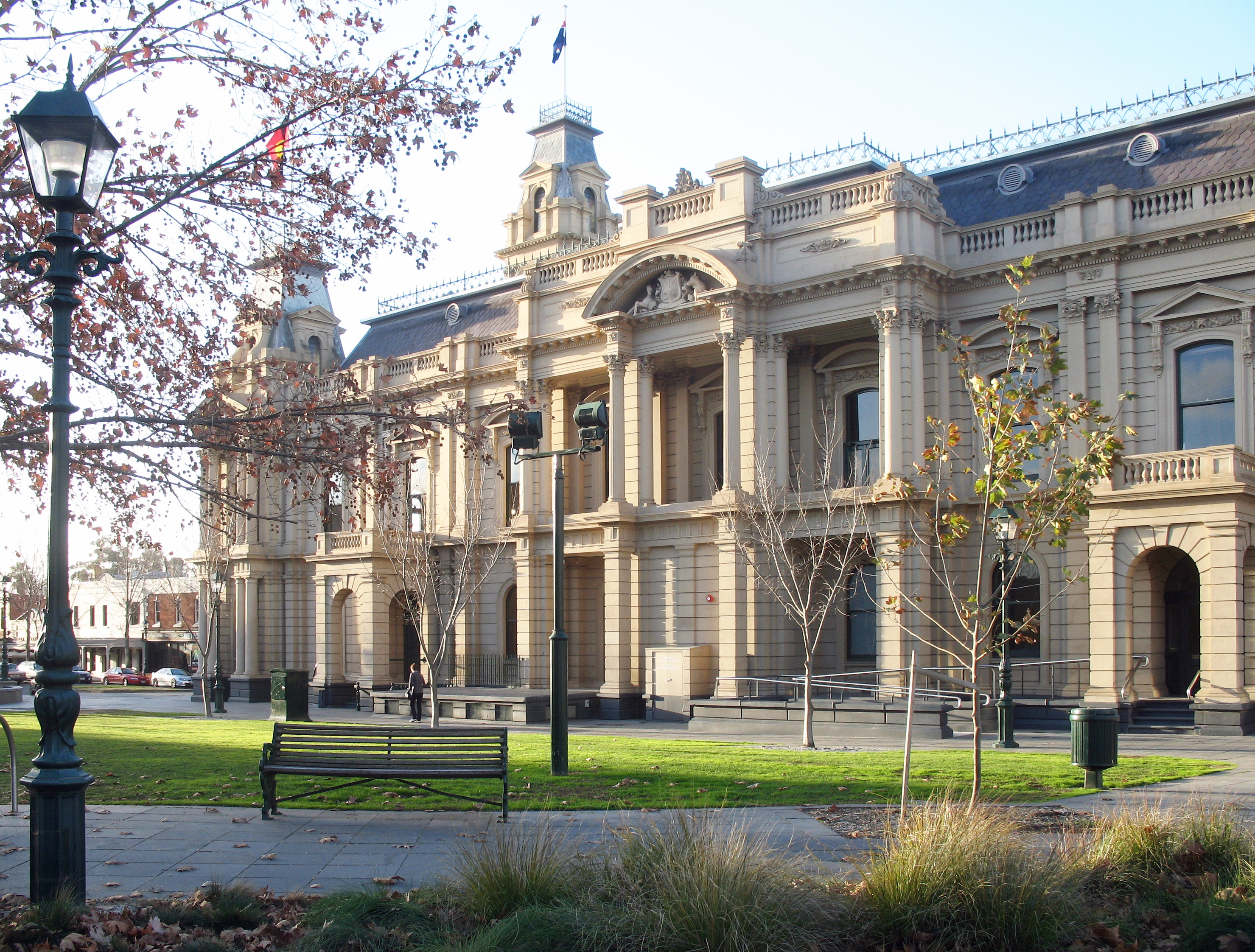
L'hôtel de ville
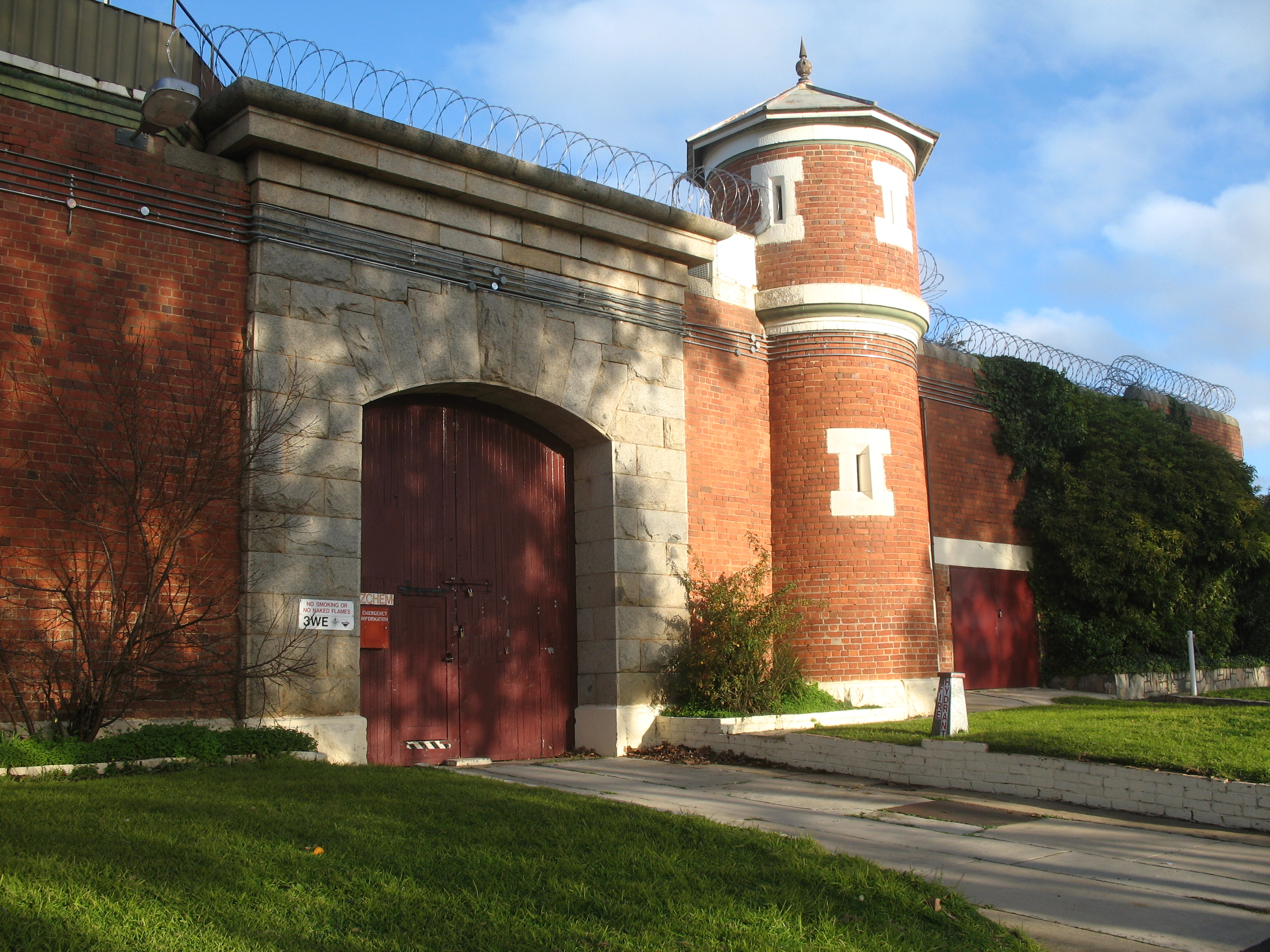
L'ancienne prison de Bengio

## Jumelage
- Penzance (Royaume-Uni) depuis 1996[4]

## Personnalités liées à la ville

### Personnalités politiques
- John Bannon, membre du parti travailliste, premier ministre australien de 1982 à 1992
- John Brumby, homme politique.

### Personnalités sportives
- Kristi Harrower, basketteur.
- Faith Leech, nageur.
- Glen Saville, basketteur.

### Personnalités artistiques
- Ola Cohn, artiste.
- Sarah McKenzie, musicienne de jazz.
- Lincoln Younes, acteur.

### Personnalités scientifiques
- Geoffrey Watson, statisticien.